# Georges Dillemann
Pour les articles homonymes, voir Dillemann.
Georges Dillemann (1903-1999) est un pharmacien et un historien français. Il est principalement connu pour ses travaux en histoire de la pharmacie.

## Biographie
Georges Marie André Joseph Dillemann, dit Georges Dillemann, est né le 22 novembre 1903 à Saint-Dié.
Après des études de chimie (1925), plusieurs certificats d’études supérieures dont celui de botanique à la Faculté des sciences de Paris (1925-1944), et une licence en droit (1936), Georges Dillemann obtient le diplôme de pharmacien en juillet 1938. Il poursuit ses études avec un doctorat en Pharmacie (1946) et un doctorat de Sciences naturelles (1952). Professeur de biologie végétale à Rouen puis à Paris, il occupe ensuite la chaire de Législation, déontologie et histoire de la pharmacie (1959-1973) à la suite du professeur Charles Bedel (1889-1967). Il devient membre (1952), puis Président (1985) de l’Académie nationale de pharmacie. Enfin, il est élu Doyen de la Faculté des sciences pharmaceutiques et biologiques de Paris (1971-1975).
Parmi les autres distinctions, signalons qu’il fut membre du Conseil national de l’ordre des pharmaciens (1972), membre de la Société d'histoire de la pharmacie (1959), dont il devient Président (1982), puis Président d’honneur (1988). Il fut également Président de la Société botanique de France.
Il est mort le 12 mai 1999 à Paris.

## Publications
- avec Henri Bonnemain et André Boucherle (préf. Pierre Malangeau), La pharmacie française : ses origines, son histoire, son évolution, Tec & Doc Lavoisier, 2008 (1re éd. 1992), 150 p. (ISBN 978-2743010980)
- Georges Dillemann, « Les masses des Facultés de médecine et les établissements d'enseignement de la médecine en Lorraine », Société française d'histoire de la médecine,‎ 28 juin 1986 (lire en ligne, consulté le 5 juin 2020).